# Hacride
Hacride ist eine französische Progressive-Death-Metal-Band aus Poitiers, die im Jahr 2001 gegründet wurde. Der Name der Band ist eine Abwandlung des englischen Wortes acrid (deutsch: ‚ätzend‘, ‚beißend‘). Die hinzugefügten Zeichen H und e am Anfang bzw. Ende des Wortes bleiben, wie im Französischen üblich, stumm. Trotz der französischen Aussprache besitzt das Wort in dieser Sprache keine Bedeutung.

## Geschichte
Die Band wurde im Jahr 2001 von Bassist Benoist Danneville, Gitarrist Adrien Grousset, Sänger Samuel Bourreau und Schlagzeuger Olivier Laffond gegründet. 2003 veröffentlichten sie ihre erste Promo-CD namens Cyanide Echoes, die von Matthieu Metzger produziert wurde.
2005 erschien die Band auf der Kompilation Revolution Calling von Listenable Records mit dem Lied "The Daily Round". Im selben Jahr nahmen sie auch ihr Debütalbum namens Deviant Current Signal auf und veröffentlichten es über Listenable Records. Um das Album zu bewerben, folgten die Deviant Tours I & II durch Frankreich und die Schweiz. Auch nahmen sie an dem VS Fest II in Paris am 28. Mai 2006 teil.
2007 wurde das zweite Album Amoeba aufgenommen. Es wurde von Frank Hueso produziert sowie von den Bandmitgliedern co-produziert.
Hacride veröffentlichten das dritte Album Lazarus am 20. April 2009.

## Stil
Die Band wird mit anderen Bands wie Meshuggah, Textures oder Strapping Young Lad verglichen. Charakteristisch für die Werke der Band sind die komplexe Spielweise sowie der Wechsel zwischen verschiedenen Passagen, die sich in Melodik, Tempo und Dynamik stark unterscheiden.

## Diskografie
- 2003: Cyanide Echoes (Demo, Eigenveröffentlichung)
- 2005: Revolution Calling (Kompilation, Listenable Records)
- 2005: Deviant Current Signal (Album, Listenable Records)
- 2007: Amoeba (Album, Listenable Records)
- 2009: Lazarus (Album, Listenable Records)
- 2013: Back to Where You've Never Been
- 2017: Inconsolabilis (EP)